# Можаєв Олександр Олександрович
Олекса́ндр Олекса́ндрович Можа́єв — український науковець, доктор технічних наук, професор кафедри мультимедійних інформаційних технологій і систем, Національний технічний університет «Харківський політехнічний інститут».

### Серед робіт
- «Моделювання трафіку комп'ютерної мережі системи автоматичної ідентифікації суден», 2012
- «Передача інформації у гетерогенних комп'ютерних мережах: монографія», 2012
- «Канал автоматичного супроводження літальних апаратів за напрямком з використанням частот міжмодових биттів та можливістю формування і обробки зображення літальних апаратів», 2010, співавтори — Альошин Геннадій Васильович, Бєлімов Володимир Васильович, Васильєв Дмитро Геннадійович, Злотніков Андрій Львович, Купченко Леонід Федорович, Коломійцев Олексій Володимирович, Приходько Володимир Мусійович, Приходько Дмитро Петрович, Сачук Ігор Іванович
- «Моделювання трафіка телекомунікаційних мереж на базі масштабної інваріантності», 2006

### Серед патентів
- «Канал вимірювання похилої дальності до літальних апаратів для ЛІВС з можливістю розпізнавання літального апарата», 2011, співавтори Васильєв Дмитро Геннадійович, Коломійцев Олексій Володимирович, Пєвцов Геннадій Володимирович, Приходько Володимир Мусійович, Приходько Дмитро Петрович, Рисований Олександр Миколайович, Сачук Ігор Іванович, Хударковський Костянтин Ігорович.